# Svoga tela gospodar (televizijska drama, 1957.)
Svoga tela gospodar je hrvatska televizijska drama iz 1957. godine, u režiji Marija Fanellija, adaptirana prema istoimenoj pripovijetci Slavka Kolara. Riječ je o televizijskoj adaptaciji trećeg prizora kazališne predstave Zagrebačkog dramskog kazališta (današnje Gavelle), koju su za pozornicu režirali Branko Gavella i Ljudevit Galic.
Kasnije iste godine snimljen je i prikazan dugometražni igrani film pod istim nazivom, u režiji Fedora Hanžekovića, s Franjom Majetićem u glavnoj ulozi. Filmska verzija predstavlja zasebnu adaptaciju Kolareve pripovijetke, neovisnu o televizijskoj inscenaciji. Film je nagrađen s više nagrada na 4. Pulskom filmskom festivalu 1957. godine.
Televizijska drama premijerno je prikazana 10. veljače 1957. na Televiziji Zagreb iz studija u Jurišićevoj ulici 4.

## Radnja
Radnja se temelji na poznatoj „smiješnoj pripovijesti” Slavka Kolara, koja kroz komične situacije prikazuje život i običaje hrvatskog sela, kao i domišljatost seoskog čovjeka suočenog s društvenim i moralnim izazovima. Fokus je na motivu samostalnosti i tvrdoglave naravi glavnog lika, koji odlučuje biti „gospodar vlastitoga tijela” — bez obzira na posljedice.

## Glumačka postava
- Mladen Šerment
- Marija Kohn
- Zvonimir Ferenčić
- Etta Bortolazzi
- Đuka Tadić
- Nela Eržišnik

## Kritika
Emisija je bila među prvima koje su dobile tadašnji novinski osvrt. U Vjesniku objavljena je vrlo pozitivna recenzija: